# Welton, Northamptonshire
Welton är en ort och civil parish i Storbritannien.   Den ligger i grevskapet Northamptonshire i riksdelen England, i den södra delen av landet, 110 km nordväst om huvudstaden London. Welton ligger 143 meter över havet och antalet invånare är 608.
Terrängen runt Welton är platt. Runt Welton är det ganska tätbefolkat, med 120 invånare per kvadratkilometer. Närmaste större samhälle är Northampton, 18,6 km öster om Welton. Trakten runt Welton består till största delen av jordbruksmark.